# Juninho Rocha
Juninho Rocha, bürgerlicher Name Paulo Afonso da Rocha Júnior, (* 5. November 1997 in Rio de Janeiro, Brasilien) ist ein brasilianischer Fußballspieler.

## Karriere
Der 1,75 Meter große Mittelfeldakteur Juninho Rocha wechselte Anfang März 2017 von Defensor Sporting zum uruguayischen Zweitligisten Huracán Football Club. Bislang (Stand: 17. August 2017) absolvierte er dort in der Saison 2017 zwölf Partien (kein Tor) in der Segunda División.